# Ib Melchior
 (février 2023).
Si vous disposez d'ouvrages ou d'articles de référence ou si vous connaissez des sites web de qualité traitant du thème abordé ici, merci de compléter l'article en donnant les références utiles à sa vérifiabilité et en les liant à la section « Notes et références ».
Ib Melchior (de son nom complet Ib Jørgen Melchior) est un écrivain, réalisateur et scénariste danois puis américain, né le 17 septembre 1917 à Copenhague, et mort le 13 mars 2015. Il est le fils du ténor Lauritz Melchior et l'époux de l'architecte Cleo Baldon.

## Filmographie

### Cinéma
Réalisateur
- 1959 : La Planète rouge (Red Planet)
- 1964 : La Porte du futur (en) (The Time Travelers)

Scénariste
- 1958 : Live Fast, Die Young (en)
- 1958 : When Hell Broke Loose (en)
- 1959 : La Planète rouge (Red Planet)
- 1961 : Reptilicus le monstre des mers (Reptilicus)
- 1962 : Objectif septième planète (Journey to the Seventh Planet) de Sidney W. Pink
- 1964 : Robinson Crusoé sur Mars (Robinson Crusoe on Mars)
- 1964 : La Porte du futur (en) (The Time Travelers)
- 1965 : La Planète des vampires (Terrore nello spazio) de Mario Bava
- 1966 : La Baie du guet-apens (Ambush Bay) de Ron Winston
- 1975 : La Course à la mort de l'an 2000 (Death Race 2000) de Paul Bartel
- 2008 : Course à la mort (Death Race) de Paul W. S. Anderson

### Télévision
Scénariste
- 1959 : 13 Demon Street (en) (1 épisode)
- 1959-1960 : Men into Space (en) (2 épisodes)
- 1965 : Au-delà du réel (1 épisode)

## Distinctions
Récompenses
- Saturn Award :
  - Saturn Award du meilleur scénario 1976 (pour l'ensemble de sa carrière)